# Drifting
El drifting (o drift) es un estilo de manejo de vehículos que consiste en el sobreviraje, es decir, derrapar de manera que el vehículo forme un ángulo con la dirección de movimiento hacia un lado.
Como deporte de motor, se convirtió en una disciplina propia a fines de la década de los 1990, con pilotos especialmente entrenados, con automóviles preparados para mantener derrapes controlados a altas velocidades y campeonatos en los que no se compite por tiempo sino por estilo. La mayoría de automóviles de drift suelen ser de tracción trasera, pero también pueden ser de tracción en las cuatro ruedas.

## Origen

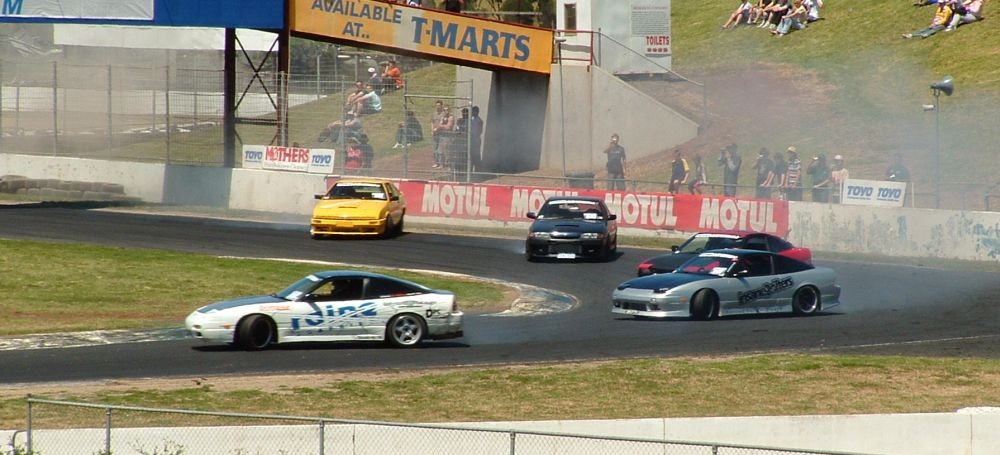
Un equipo de drift

La disciplina de drift, palabra que proviene del inglés, se originó en Japón en la década de 1970, creada por pilotos que bajaban por carreteras de montañas a altas velocidades. La técnica original evitaba que los automóviles se salieran del camino y cayeran por los precipicios y a su vez prevenir adelantamientos.
El piloto que popularizó esta técnica en Japón fue Keiichi Tsuchiya, el cual también era piloto de circuito. Su peculiar técnica en las bajadas de montañas, conocidas popularmente como touge, hizo que la gente empezase a imitarlo. Así fue evolucionando hasta que logró ser tomado en cuenta como una disciplina propia. La primera competición oficial dedicada únicamente al drifting se produjo en 1988. Después de causar revuelo en los países asiáticos logró hacerse camino hasta llegar a Estados Unidos, donde evolucionó y pasó de carreras en pistas empinadas a pistas y en circuitos

## Vehículos

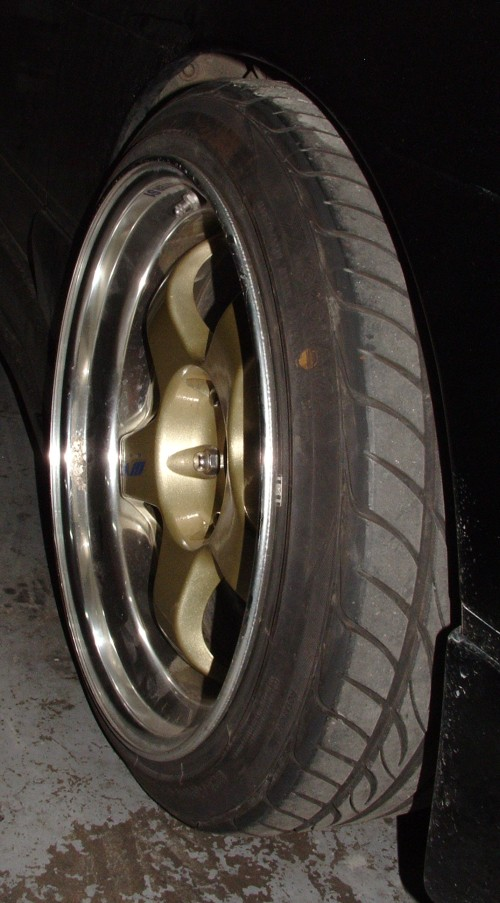
Rueda especial adaptada para hacer Drifting

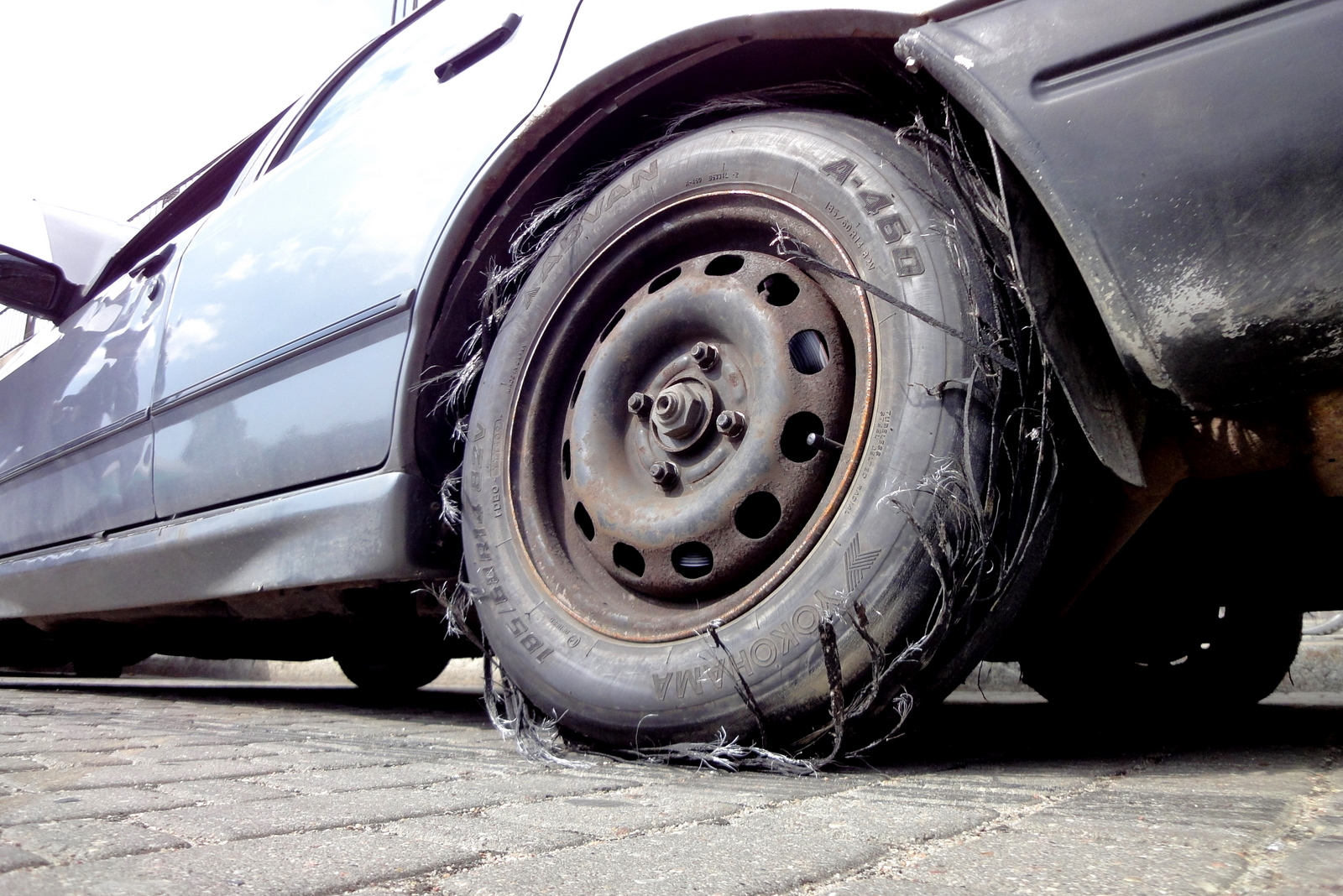
Rueda destruida por fricción

Los vehículos utilizados en las competiciones como el D1 Grand Prix o la Formula Drift o diferentes campeonatos en el mundo, suelen llevar las siguientes modificaciones para mejorar su conducción:
- Carrocería: fabricada en fibra de vidrio, fibra de carbono, kevlar o combinaciones de estos.
- Tracción: propulsión trasera o integral a las 4 ruedas.
- Suspensión: se modifica para poder controlar mejor el vehículo.
- Se suelda el diferencial o se instala un diferencial autoblocante de deslizamiento limitado para tener una mayor tracción que permita controlar el deslizamiento del coche.
- Utilización de cubiertas especiales.
- Creación de chasis tubular reforzado que va desde el frente del motor hasta atrás del habitáculo, lo cual evita que el mismo se deforme o "tuerza" en el caso de que se sufra un accidente.
- Debido a que en el momento del derrape difícilmente se cambia de marcha, en el motor se instala un SAPR (sistema de alta presión de refrigeración), bielas, pistones, aros de pistones, tapa de cilindros, cigüeñal y bloque motor forjados para las altas revoluciones alcanzadas, ya que esto disminuye el riesgo de romper el mecanismo, aunque también es válido usar bloques de aleación de aluminio para mejorar el desempeño de igual manera que los parámetros anteriores y reducir el peso. También debido a este inconveniente la segunda y tercera marcha tienen menor relación de tracción (son más largas).

También debe considerarse lo siguiente:
- Todos los autos participantes deberán de ser de venta normal al público en general, por lo tanto están prohibidos los modelos especiales para competición incluyendo prototipos.
- Están prohibidos los neumáticos slicks o de competición.
- Conservar el sistema de admisión común del motor así como su sistema de escape original, solo se permitirán los llamados Cat-Back Si se requiere un mayor rendimiento
- Se deberá conservar el asiento del copiloto.
- Se prohíben los vidrios polarizados o tintados.
- Se deberá usar un casco del tipo cerrado y un soporte para el cuello, como en toda competencia de índole internacional.

Admisión: por el filtro cónico aislado e intercooler mejorado. así se hace que el motor una vez que le cuesta menos liberar gases, que le cueste menos introducirlos en la admisión.

## Neumáticos
El drift es perjudicial para los neumáticos normales, ya que hace un desgaste rápido en el dibujo de la banda de rodadura y la profundidad de la ranura. Por lo tanto, es mejor usar neumáticos especialmente diseñados para drift.

## Técnicas

Nissan 350Z derrapando

Los vehículos ideales son los de tracción trasera aunque también se han utilizado algunos de tracción delantera y vehículos de tracción integral. Los Mitsubishi Lancer Evolution, Mazda RX-7, Nissan 350Z, Toyota Supra y Nissan Skyline son algunos de los más utilizados.

### Drift por pista sucia (Dirt Drop Drift)
Al entrar en una curva a media velocidad, se gira las ruedas hacia la curva y se acelera pero saliendo un poco de la pista con el lateral contrario al que se va a tomar la curva (p. ej., si se va a coger una curva de izquierdas, se deja que las ruedas de la derecha corran por encima del lado sucio). Cuando la rueda trasera salga de la pista, la superficie de bajo agarre hará que las ruedas pierdan tracción. Para continuar con el derrape, se acelera para que el vehículo vuelva a la pista. Cuando la parte trasera del vehículo se desliza, se contravolantea inmediatamente para que las ruedas apunten en la dirección de marcha y se sigue acelerando. Si en ese instante se frena o se deja de acelerar porque el vehículo se encuentra sobrevirando en exceso, se producirá un trompo. Después de completar el derrape, se desacelerará suavemente y se endereza la dirección conforme la parte trasera del automóvil se alinea con las ruedas delanteras.

### Freno de mano (E-Brake)
- 1. Entra en una curva a alta velocidad (si no derrapas tu vehículo debería experimentar un subviraje a esta velocidad).
- 2. Baja una marcha haciendo Punta tacón para tener el automóvil en una marcha suficientemente baja para que las ruedas pierdan tracción cuando aceleres (2nda marcha)
- 3. Gira acusadamente las ruedas hacia la curva. Cuando hayas acabado de bajar la marcha y girar las ruedas deberías estar en el vértice de la curva.
- 4. Aprieta el botón de tu freno de mano y tiralo arriba bruscamente, después rápidamente vuelve a poner el freno de mano en su sitio (tiene que estar arriba durante apenas un segundo). Si estás usando un automóvil de tracción trasera desembraga mientras tiras del freno de mano. Si estás usando un tracción delantera continua acelerando mientras tiras de él.
- 5. Cuando notes que la parte trasera del vehículo se desliza contravolantea inmediatamente para que las ruedas apunten hacia donde quieres ir. Tu vehículo avanzará hacia la dirección de tus ruedas delanteras, siempre que estas aun estén girando. Sigue acelerando. Si aprietas los frenos o dejas de acelerar porque tu coche se encuentra sobrevirando en extremo harás un trompo o te saldrás de la carretera.
- 6. Cuando quieras enderezar el coche, después de completar el derrape, suelta el gas suavemente y endereza la dirección conforme tu coche mientras que la parte trasera de tu coche se alinea con las ruedas delanteras.

### Sobreaceleración (power over)

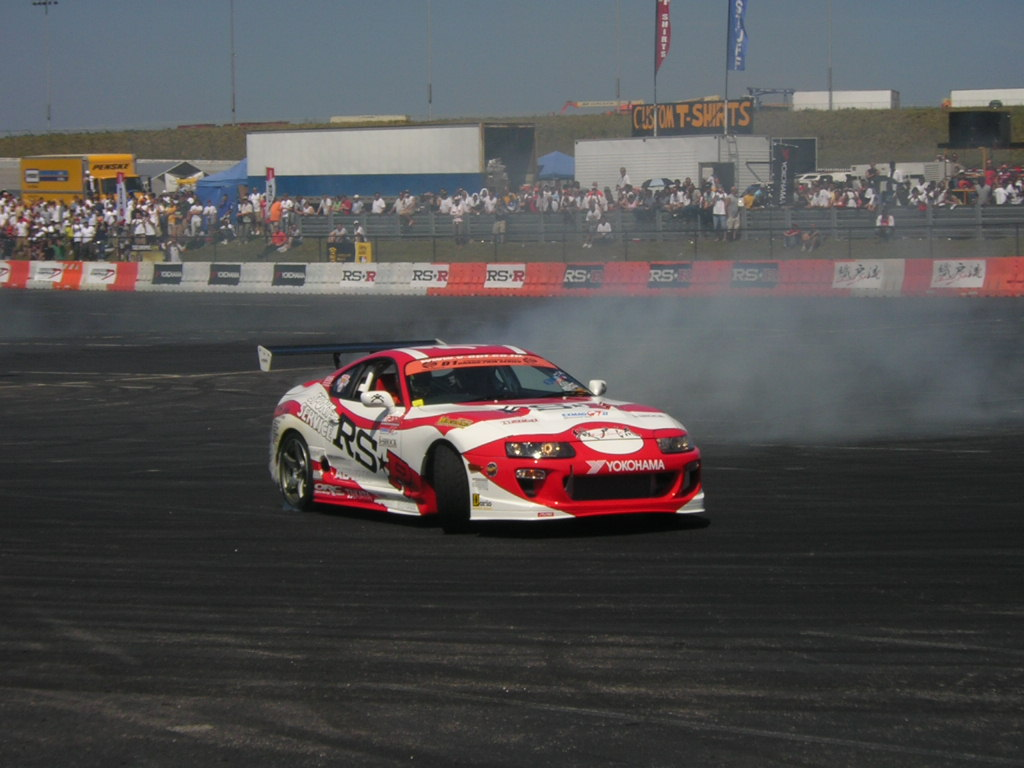
Un Toyota Supra practicando drifting.

- 1. Entra en una curva a cualquier velocidad. El derrapaje por sobre-aceleración se basa en la potencia así que no se necesita mucha velocidad o fuerza centrífuga para conseguirlo.
- 2. Gira acusadamente las ruedas hacia la curva y entonces acelera lo suficiente para que tus ruedas pierdan la tracción. La inercia del coche combinada con una aceleración excesiva hará que tu coche sobrevire.
- 3. Cuando notes que la parte trasera de tu coche se desliza contravolantea inmediatamente para que las ruedas apunten hacia donde quieres ir. Tu coche avanzará hacia la dirección de tus ruedas delanteras, siempre que estas aun estén girando. Sigue acelerando. Si aprietas los frenos o dejas de acelerar porque tu coche se encuentra sobrevirando en extremo harás un trompo o te saldrás de la carretera.
- 4. Cuando quieras enderezar el coche, después de completar el derrape, suelta el gas suavemente y endereza la dirección conforme tu coche mientras que la parte trasera de tu coche se alinea con las ruedas delanteras.

### Bloqueo del cambio (shift lock)
- 1. Entra en una curva a alta velocidad (si no derrapas tu coche debería experimentar un subviraje a esta velocidad).
- 2. Gira el volante y cambia rápidamente a una marcha menor.
- 3. Al bajar de marcha rápidamente (pero sin hacer punta-tacón) crearás una tensión en el tren de transmisión, haciendo que el coche decelere y que las revoluciones de tu motor aumenten.
- 4. Después de bajar de marcha, acelera rápidamente haciendo que las ruedas pierdan tracción, provocando que tu coche derrape.
- 5. Cuando notes que la parte trasera de tu coche se desliza contravolantea inmediatamente para que las ruedas apunten hacia donde quieres ir. Tu coche avanzará hacia la dirección de tus ruedas delanteras, siempre que estas aun estén girando. Sigue acelerando. Si aprietas los frenos o dejas de acelerar porque tu coche se encuentra sobrevirando en extremo harás un trompo o te saldrás de la carretera.
- 6. Cuando quieras enderezar el coche, después de completar el derrape, suelta el gas suavemente y endereza la dirección conforme tu coche mientras que la parte trasera de tu coche se alinea con las ruedas delanteras.

### Kansei drift(«derrape por inercia»)
- 1. Entra en una curva a alta velocidad. El Kansei Drift debe hacerse en carreras de velocidad (si no derrapas tu coche debería experimentar un fuerte subviraje a esta velocidad).
- 2. Gira las ruedas hacia el interior de la curva, entonces suelta rápidamente el acelerador. La inercia del coche combinada con la pérdida de aceleración hará que tu coche sobreviraje.
- 3. Cuando tu coche empiece a perder tracción acelera otra vez rápidamente. Esto le dará demasiada potencia a las ruedas para la tracción disponible, haciendo que tu coche derrape.
- 4. Cuando notes que la parte trasera de tu coche se desliza contravolantea inmediatamente para que las ruedas apunten hacia donde quieres ir. Tu coche avanzará hacia la dirección de tus ruedas delanteras, siempre que estas aun estén girando. Sigue acelerando. Si aprietas los frenos o dejas de acelerar porque tu coche se encuentra sobrevirando en extremo harás un trompo o te saldrás de la carretera.
- 5. Cuando quieras enderezar el coche, después de completar el derrape, suelta el gas suavemente y endereza la dirección conforme tu coche mientras que la parte trasera de tu coche se alinea con las ruedas delanteras.

### Braking drift(derrape frenando)
- 1. Entra en una curva a alta velocidad (si no derrapas tu coche debería experimentar un subviraje a esta velocidad)
- 2. Baja una marcha haciendo punta-tacón para tener el coche en una marcha suficientemente baja para que las ruedas pierdan tracción cuando aceleres (2nda marcha).
- 3. Gira acusadamente las ruedas hacia la curva. Cuando hayas acabado de bajar la marcha y girar las ruedas deberías estar en el vértice de la curva.
- 4. Acelera fuertemente, pero juega con el acelerador para mantener el derrape.
- 5. Cuando notes que la parte trasera de tu coche se desliza, contravolantea inmediatamente para que las ruedas apunten hacia donde quieres ir. Tu coche avanzará hacia la dirección de tus ruedas delanteras, siempre que estas aun estén girando. Sigue acelerando. Si aprietas los frenos o dejas de acelerar porque tu coche se encuentra sobrevirando en extremo harás un trompo o te saldrás de la carretera.
- 6. Cuando quieras enderezar el coche, después de completar el derrape, suelta el gas suavemente y endereza la dirección conforme tu coche mientras que la parte trasera de tu coche se alinea con las ruedas delanteras.

### Feint drift/Scandinavian flick(derrape fintando/giro escandinavo)
- 1. Mientras te acercas a la curva, aléjate de la dirección del giro que quieras hacer. La distancia desde donde debes empezar a alejarte de la curva depende de la velocidad que lleves. Cuando gires el coche hacia el lado contrario del giro que quieres hacer (normalmente el exterior de la curva) estarás cargando la suspensión de un lado de tu coche, comprimiendo los muelles y así cuando gires en la otra dirección tu coche “botará” hacia la dirección deseada
- 2. Una vez que la suspensión se encuentra comprimida en el exterior de la curva que quieres tomar gira hacia el lado contrario. Esta finta tiene que hacerse suavemente, no necesariamente de una forma rápida. Girar las ruedas demasiado rápido en direcciones contrarias hará que tu coche subvire.
- 3. Acelera después de que tu coche haya “rebotado” hacia la dirección que desees. La fuerza rotacional del rebote combinado con acelerar demasiado hará que tu coche derrape. Los coches de tracción delantera pueden usar el freno de mano en vez del acelerador para provocar el sobreviraje.
- 4. Cuando notes que la parte trasera de tu coche se desliza contravolantea inmediatamente para que las ruedas apunten hacia donde quieres ir. Tu coche avanzará hacia la dirección de tus ruedas delanteras, siempre que estas aun estén girando. Sigue acelerando. Si aprietas los frenos o dejas de acelerar porque tu coche se encuentra sobrevirando en extremo harás un trompo o te saldrás de la carretera.
- 5. Cuando quieras enderezar el coche, después de completar el derrape, suelta el gas suavemente y endereza la dirección conforme tu coche mientras que la parte trasera de tu coche se alinea con las ruedas delanteras.

### Clutch kick(patada al embrague)
- 1. Entra en una curva a alta velocidad (si no derrapa tu coche debería experimentar un subviraje a esta velocidad).
- 2. Gira el volante y continúa apretando el acelerador.
- 3. A esta velocidad, tu coche debería empezar a subvirar. Justo antes o cuando esto pase desembraga, pero no sueltes el acelerador.
- 4. Al desembragar y no soltar el acelerador tu motor subirá a altas revoluciones. Tan pronto como esto ocurra deja de apretar el embrague, esto hará que tus ruedas traseras pierdan tracción y el coche empiece a deslizarse.
- 5. Cuando notes que la parte trasera de tu coche se desliza contravolantea inmediatamente para que las ruedas apunten hacia donde quieres ir. Tu coche avanzará hacia la dirección de tus ruedas delanteras, siempre que estas aun estén girando. Sigue acelerando. Si aprietas los frenos o dejas de acelerar porque tu coche se encuentra sobrevirando en extremo harás un trompo o te saldrás de la carretera.
- 6. Cuando quieras enderezar el coche, después de completar el derrape, suelta el gas suavemente y endereza la dirección conforme tu coche mientras que la parte trasera de tu coche se alinea con las ruedas delanteras

y luego sigues tu camino.

## Campeonatos de drift
Actualmente el campeonato de drift más importante y conocido es la Formula Drift americano, iniciado en 2004 y que consta de 7 pruebas. Otros campeonatos importantes son el D1GP japonés o el D1 NZ neozelandés. En Europa son también destacables el King of Europe, el Drift Allstars o el BDC británico. En España existe el campeonato Open Slalom Drift (OSD), también llamado Campeonato DriftSpain y en Portugal el CPD. Desde el año 2015 también existe el Campeonato Argentino de Drift GP y en Chile destaca el campeonato Día de la Tracción Trasera.

## Automóviles drift en radiocontrol
Los automóviles de drift han sido emulados, como muchos otros modelos, en el mundo del radiocontrol o RC. El drifting en RC es una disciplina del radiocontrol para derrapar controladamente con los coches teledirigidos. 
Es una de las técnicas de conducción de radiocontrol más difíciles, dado que se ha de tener un alto control del vehículo para conseguir que la dirección del coche y los movimientos sean los adecuados.
En esta modalidad tienen cabida los coches específicos para drift, así como aquellos chasis que se venden con especificaciones drift, aunque también es fácil practicar con coches de rally o pista 4x4 realizándoles algunas pequeñas modificaciones en las suspensiones y en los neumáticos. Para este tipo de conducción se utilizan neumáticos de compuesto duro casi sin agarre o semi slicks (super deslizantes), y que tengan un perfil bajo para mejor control del vehículo. De esta forma se consigue realizar derrapes sin necesidad de alcanzar una velocidad elevada.
Otro de los atractivos de esta modalidad de conducción a radiocontrol es que no se necesitan espacios muy amplios, se puede practicar incluso en patios de casa o garajes si son de cemento liso, moqueta o asfalto. Además, es una modalidad muy vistosa que atrae a mucha gente cuando estas practicando, además de que sus modelos suelen tener una estética muy realista, imitando al detalle coches de drift de grandes pilotos del rally, como Ken Block.[cita requerida]